# Hybrid Theory EP
Albums de Hybrid Theory
Hybrid Theory
Hybrid Theory EP, connu aussi sous le nom de HT EP, est le premier enregistrement studio de Linkin Park, qui est sorti lorsque le groupe s'appelait encore Hybrid Theory. Il s'agit d'un maxi, ou EP en anglais, terme utilisé pour désigner un album de quelques titres.
Il n'existe que 1000 exemplaires du premier pressage de cet album non destiné à la vente.
La plupart des copies a été envoyée à des maisons de disques et le reste a été distribué aux premiers fans. Il est donc désormais impossible de trouver un exemplaire en magasin. Seuls certains sites internet de vente le voient passer quelquefois, et celui-ci s'arrache alors pour plusieurs centaines d'euros.
En 2001, lors de la première année du LPUnderground, une réédition remasterisée de Hybrid Theory EP était distribuée aux abonnés. Cette version est beaucoup plus courante que l'originale.
La plupart des chansons de cet EP ont été jouées pendant le Hybrid Theory Tour, entre 2000 et 2001.

## Liste des pistes
1. Carousel (3:04)
2. Technique (Short) (0:52)
3. Step Up (3:58)
4. And One (4:35)
5. High Voltage (3:40)
6. Part of Me (12:41)

"High Voltage" sera plus tard réenregistrée, cette nouvelle version figurera sur le single "One Step Closer" du futur Linkin Park.
"Part of Me'" dure 12:41, car la moitié du titre ne contient que des "bips" (interférences), cachant un titre bonus instrumental secret, appelé "Ambient".

### Interprètes
Hybrid Theory
- Rob Bourdon – batterie
- Joe Hahn – platines, programmation
- Kyle Christner - basse
- Brad Delson – guitare
- Chester Bennington – chant
- Mike Shinoda – chant, programmation